# 高亭宇
高 亭宇（こう ていう、ガウ・ティンウ、1997年12月15日 - ）は、オリンピック記録保持者であり、男子500米競技のチャンピオンである中国のスピードスケート選手。2022年北京オリンピックの開会式と閉会式の両方で、中国選手団の旗手の一員を務めていた。

## 経歴
2018年平昌オリンピックでオリンピックデビューを果たし、男子500米スピードスケートイベントで銅メダルを獲得した。そうすることで、オリンピックのスピードスケートでメダルを獲得した中国からの最初の男性スピードスケート選手になった。
2022年北京オリンピックで500米の競技に出場し、金メダルを獲得し、34.32秒のタイムでオリンピックの新記録を樹立し、オリンピックのスピードスケートで金メダルを獲得した最初の中国人男性になった。